# Bibio hordeiphagus
Bibio hordeiphagus är en tvåvingeart som beskrevs av Yang och Guang Yu Luo 1987. Bibio hordeiphagus ingår i släktet Bibio och familjen hårmyggor. Inga underarter finns listade i Catalogue of Life.